# Trebizonda
Trebizonda (em turco: Trabzon) é uma cidade do nordeste da Turquia, capital da área metropolitana e província homónima, que faz parte da região do Mar Negro. O núcleo principal da cidade corresponde aproximadamente ao distrito de Ortahisar, mas nos distritos de Akçaabat, Yomra e, em menor grau, Arsin e Araklı também se situam áreas urbanas que fazem parte da cidade. O conjunto desses distritos tem 1 431 km² de área e em dezembro de 2021 tinha 588 138 habitantes (densidade: 411 hab./km²).
Cidade importante na Antiguidade, quando foi uma colónia grega, na Idade Média foi a capital do Império de Trebizonda. Situada à beira do mar Negro (em grego clássico: Ponto Euxino), desde o século VIII a.C. que é um porto e centro comercial importante.

## Etimologia
A cidade teve vários nomes históricos e suas variantes ortográficas: Trapezos (em grego clássico: Τραπεζοῦς), Trapezo (Trapezus), Trapezund, Trapezunte, Tribisonde, etc. O nome em grego pôntico e grego moderno é Trapezunta (Τραπεζούντα). Em árabe chama-se Tarabzun e durante o período otomano também foi usado o nome Tara Bozan, adotado igualmente por alguns geógrafos ocidentais. Em laz é chamada T'amt'ra (ტამტრა) ou T'rap'uzani e em georgiano T'rap'izoni (ტრაპიზონი). Há ou houve ainda outros nomes nativos, como Hurşidabat e Ozinis.[carece de fontes?]